# Marie Schenková
Marie Schenková (* 18. prosince 1938 Kylešovice) je česká historička umění specializující se na barokní malířství a malířství 19. století ve Slezsku.

## Život
Od roku 1956 do roku 1964 pracovala jako diplomovaná zdravotní sestra v psychiatrické léčebně v Opavě a poté do roku 1970 jako odborná pracovnice na státním zámku v Hradci u Opavy. V letech 1963–1968 studovala dějiny umění na Filozofické fakultě Jana Evangelisty Purkyně v Brně (prof. A. Kutal, V. Richter, I. Krsek), roku 1971 studia ukončila obhajobou rigorózní práce (PhDr.).
V letech 1973–2009 byla vedoucí uměleckohistorického pracoviště Slezského muzea v Opavě, 1998–2001 členkou vědecké rady Muzea v Šumperku, od roku 1998 členkou umělecké komise při Ostravsko-opavském biskupství, od roku 2003 členkou územní komise pro posuzování návrhů na prohlášení věci za kulturní památku při NPÚ v Ostravě.

## Dílo
Marie Schenková ve své muzejní a badatelské činnosti dokázala navázat na kontinuitu předválečné muzejní a badatelské práce, narušené za dramatických událostí druhé poloviny 20. století, především nacismu a komunismu. Přinesla klasický model práce historika umění v muzeu, spočívající v rovnoměrném rozdělení pozornosti mezi činnost akviziční, prezentačně-výstavní a badatelsko-výzkumnou. Kromě barokního umění se systematicky zajímala o podobu umění 19. století a první poloviny 20. století ve Slezsku a ve svých studiích, otiskovaných na stránkách Časopisu Slezského muzea, věnovala rovnocennou pozornost jak českým, tak německým malířům této doby.